# Абрамс, Келли
Келли Абрамс (англ. Kellie Abrams; в девичестве Хеннинг (англ. Henning); родилась 10 декабря 1978 года, Балларат, штат Виктория, Австралия) — австралийская профессиональная баскетболистка, выступала в женской национальной баскетбольной лиге за команду «Канберра Кэпиталз». Играла на позиции разыгрывающего защитника. Шестикратная чемпионка ЖНБЛ (2002, 2003, 2006, 2007, 2009, 2010).

## Ранние годы
Келли Абрамс родилась 10 декабря 1978 года в городе Балларат (штат Виктория), а училась она в городе Канберра в колледже Лейк-Джинниндерра, в котором выступала за местную баскетбольную команду.